# Lešť
Lešť (in ungherese Lest) è un comune della Slovacchia facente parte del distretto di Zvolen, nella regione di Banská Bystrica.